# 鳴門市第一小学校
鳴門市第一小学校（なるとし だいいちしょうがっこう）は、徳島県鳴門市大津町木津野にある公立小学校。

## 校訓
- 和親
- 健康
- 創造

## 校歌
- 作詞: 矢野恒太
- 作曲: 勝瀬勝

## 通学区域が隣接している学校
- 鳴門市大津西小学校
- 鳴門市明神小学校
- 鳴門市黒崎小学校
- 鳴門市撫養小学校
- 鳴門市里浦小学校
- 松茂町立松茂小学校 （松茂町立長原小学校も選択可能な区域も含む。）
- 松茂町立喜来小学校